# Aliaksandr Bahdanovich
Aliaksandr Bahdanovich est un céiste biélorusse pratiquant la course en ligne, le plus souvent avec son frère Andrei Bahdanovich.. Il est né le 29 avril 1982.

## Carrière

### 2012
Aux Jeux olympiques d'été de 2012 à Londres, il est vice-champion olympique de canoë biplace 1 000 m avec Andrei Bahdanovich, derrière les Allemands Peter Kretschmer et Kurt Kuschela et devant les Russes Alexey Korovashkov et Ilya Pervukhin.

## Palmarès

### Jeux olympiques
- Médaille d'or en C-2 1000 m aux Jeux olympiques d'été de 2008
- Médaille d'argent en C-2 1000 m aux Jeux olympiques d'été de 2012